# Powiat jaworski
Powiat jaworski är ett politiskt och administrativt distrikt (powiat) i sydvästra Polen, tillhörande Nedre Schlesiens vojvodskap. Huvudort och största stad är Jawor. Befolkningen uppgick till 51 600 invånare år 2010.

## Kommunindelning
Distriktet indelas i sex kommuner, varav en stadskommun, en stads- och landskommun och fyra landskommuner.
Stadskommun
- Jawor

Stads- och landskommun
- Bolków

Landskommuner
- Męcinka
- Mściwojów
- Paszowice
- Wądroże Wielkie

## Kultur och sevärdheter
I Jawor finns en av de två fredskyrkorna i Jawor och Świdnica, ett av Polens Unesco-världsarv.